# Ibrahim Koroma (ur. 1973)
Ibrahim Koroma (ur. 4 lipca 1973) – sierraleoński piłkarz występujący na pozycji obrońcy.

## Kariera klubowa
W swojej karierze Koroma występował między innymi w belgijskim zespole K Boom FC. W sezonie 1991/1992 awansował wraz z nim z drugiej ligi do pierwszej, jednak w kolejnym spadł z powrotem do drugiej. Zawodnikiem Boom Koroma był do 1995 roku.

## Kariera reprezentacyjna
W 1994 roku Koroma został powołany do reprezentacji Sierra Leone na Puchar Narodów Afryki, zakończony przez Sierra Leone na fazie grupowej. Zagrał na nim w meczu z Wybrzeżem Kości Słoniowej (0:4).
W 1996 roku Koroma ponownie znalazł się w składzie na Puchar Narodów Afryki. Nie wystąpił jednak na nim w żadnym spotkaniu, a Sierra Leone ponownie odpadło z turnieju po fazie grupowej.